# Anni-Frid Lyngstad
Anni-Frid Synni Lyngstad, född 15 november 1945 i Ballangen i norra Norge, är en svensk sångerska. Hon är mest känd som medlem i popgruppen Abba, ett av världens mest framgångsrika band genom tiderna. Som artist och som medlem av Abba har hon stundom använt artistnamnet Frida. 

## Biografi

### Uppväxt
Lyngstad är född i Norge ett halvt år efter att den tyska ockupationen av landet upphörde. Hon var dotter till tyske dåvarande soldaten Alfred Haase och norskan Synni Lyngstad (1926–1947), vilket gjorde henne till en så kallad tyskerunge med den risk för social utfrysning det innebar.
1947 flyttade hon med sin mor och mormor, Arntine "Anni" Lyngstad (1898–1970), till Sverige undan förföljelsen i Norge. De bosatt sig i Torshälla. Modern dog dock kort därefter i njursvikt och Lyngstad uppfostrades av sin mormor. 1977 återförenades Lyngstad kort med sin biologiska far, under en vistelse i Västtyskland.

### Tidig karriär
Lyngstad började sjunga redan som barn. När hon var elva år gjorde hon ett av sina första framträdanden inför publik. Vid 13 års ålder sjöng hon i olika dansband. Hon fick ljuga om sin ålder, eftersom hon låg tre år under den tillåtna åldersgränsen. Lyngstad sjöng som femtonåring i Bernt Engharts dansband, där det mesta av låtmaterialet gränsade till jazz.[källa behövs]
Vid samma tid blev hon som fjortonåring fast sångerska i Bengt Sandlunds Storband. Hon inledde en relation med den 18-årige trombonisten i bandet, Ragnar Fredriksson, som hon därefter bildade bandet Anni Frid Four med. De gifte sig 1964.

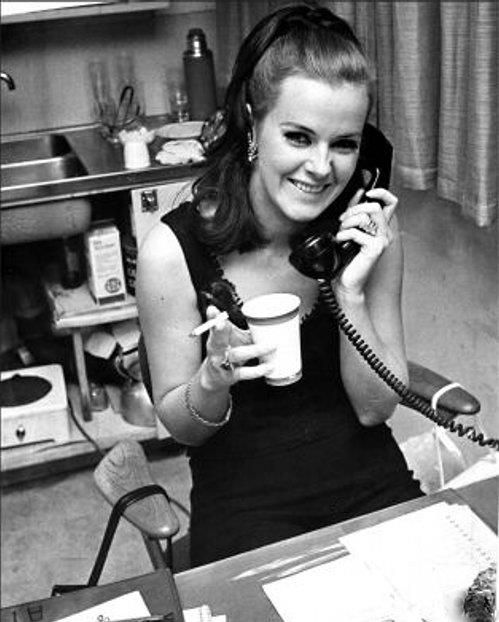
Anni Frid Lyngstad 1967.

År 1967 ställde Lyngstad upp i talangtävlingen "New Faces" i Kungsträdgården i Stockholm med låten "En ledig dag", och vann solistklassen i tävlingen. Förstapriset var att få uppträda i TV-programmet Hylands hörna i mastodonthörnan som sändes i samband med den svenska högertrafikomläggningen, och Lyngstad valdes före Karlstadsbandet Sign of Life som vunnit gruppklassen. Låten "En ledig dag" blev också hennes singeldebut hos EMI/His Master's Voice. Hon turnerade senare med Charlie Norman, Lasse Berghagen och Lasse Lönndahl. Hon medverkade i Melodifestivalen 1969 där hon slutade på fjärde plats med "Härlig är vår jord".

### Abba-åren
Lyngstad träffade Benny Andersson 1969, när de var ute och turnerade på olika nattklubbar. Hon turnerade med pianisten Charlie Norman och Benny Andersson med Hep Stars. Snart förlovade de sig, och hon blev så småningom sångare i ensemblen Festfolket, som senare ombildades till Abba.

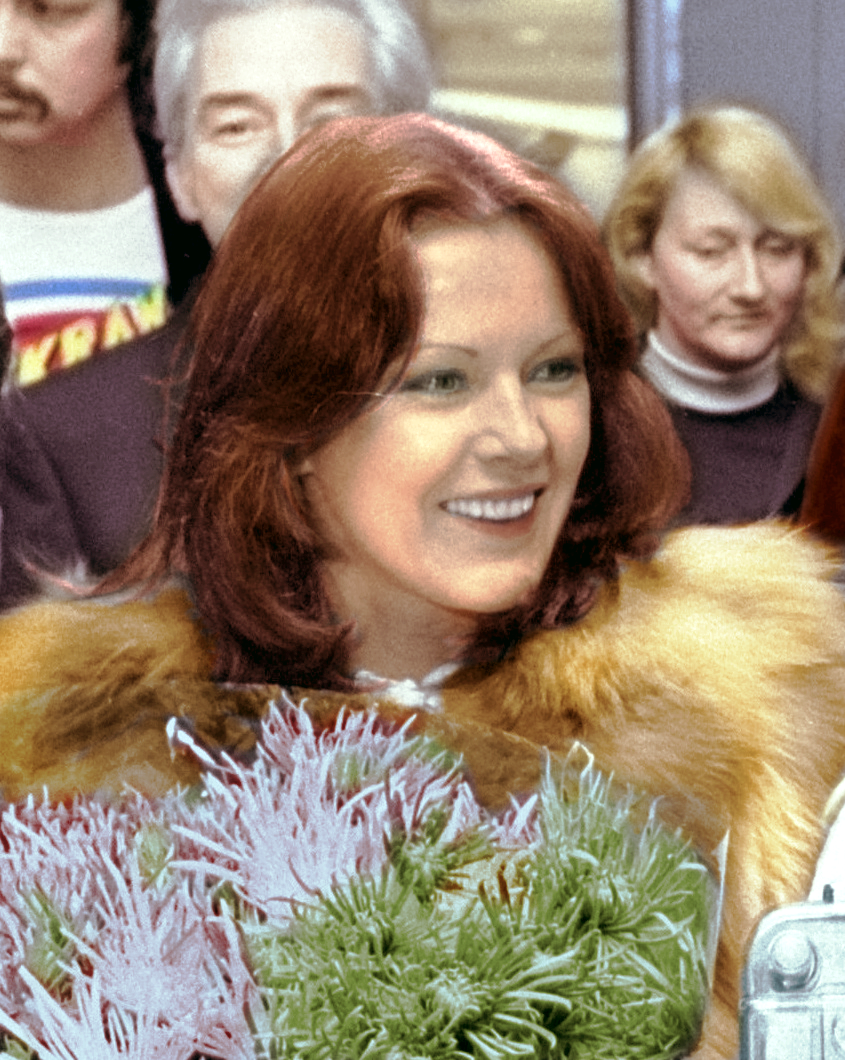
Anni Frid Lyngstad på Schiphols flygplats i Amsterdam 1976, under abbatiden.

År 1975 hade Lyngstad stora soloframgångar på Svensktoppen med den svenskspråkiga versionen av vad som året därpå blev Abba:s låt "Fernando", vilken låg hela 10 veckor i rad på förstaplatsen. Albumet Frida ensam låg etta på försäljningslistan.

### Efter Abba
Lyngstad har under Abba-pausen gjort solokarriär med skivorna Something's Going On (1982), Shine (1984) och Djupa Andetag (1996). Största succén under Abba-pausen var "I Know There's Something Going On" och duetten med Ratata, "Så länge vi har varann". Hon har även sjungit duett med Phil Collins och Marie Fredriksson.

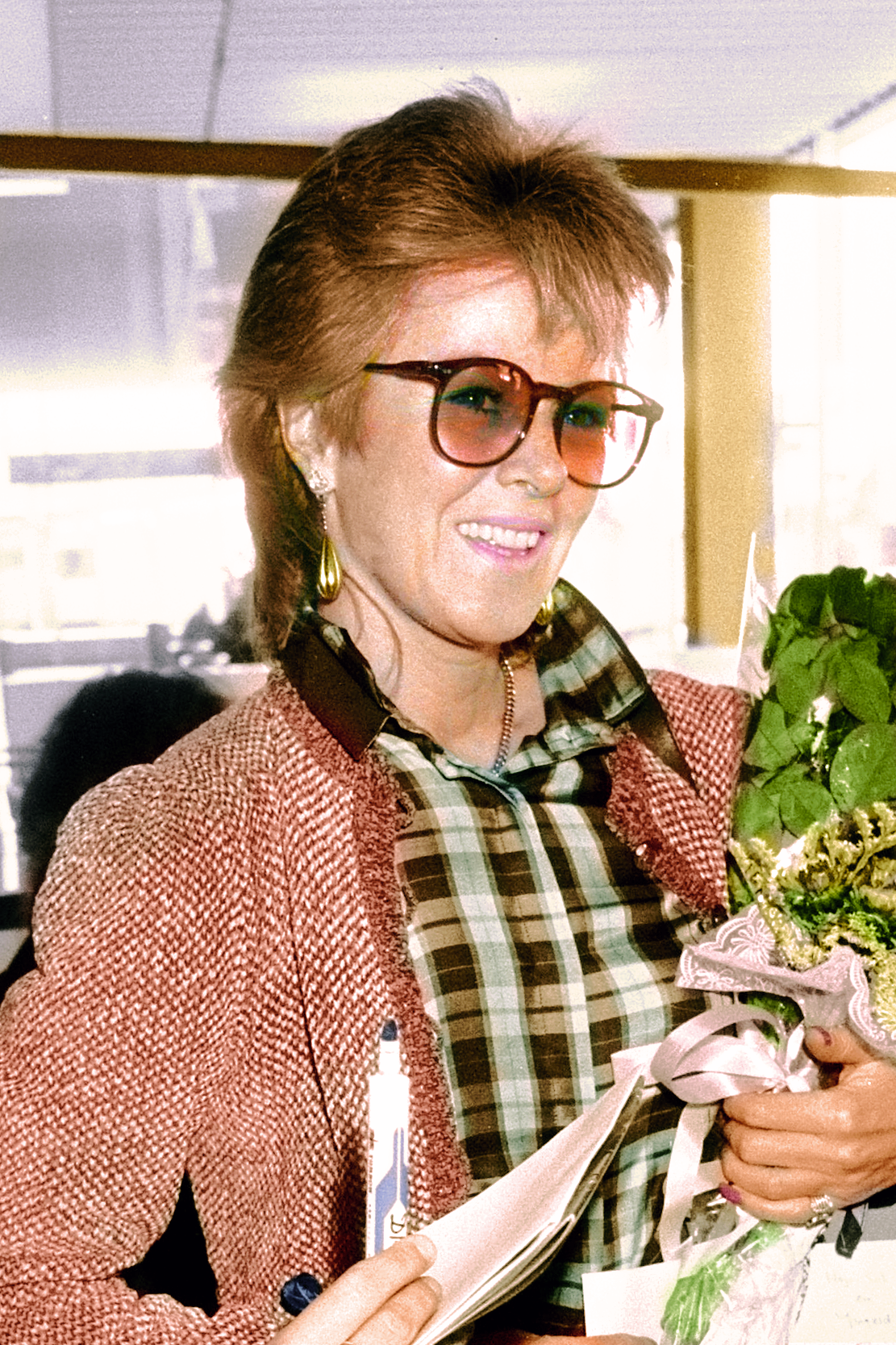
Anni Frid Lyngstad igen på Schiphols flygplats 1982.

Tillsammans med Clabbe af Geijerstam var Lyngstad programledare för TV-showen Lite Grand i örat 1981. Showen spelades in på Grand Hôtel i Stockholm inför publik med liveuppträdanden av svenska kända artister, såsom Björn Skifs, Pugh Rogefeldt och Tommy Körberg. Lite Grand i örat var den då nya fredagsunderhållningen och sändes i SVT Kanal 2 (dåvarande TV2) under hösten.
På senare år har Lyngstad endast deltagit sporadiskt i musikbranschen. 2010 var hon gästsångare på Jojje Wadenius album Reconnection.

### Två nya låtar med ABBA
I april 2018 meddelade Abba att de återförenats och spelat in två nya låtar, som även fanns med på albumet Voyage som släpptes 2021. 

## Familj
Anni-Frid Lyngstad var 1964–1970 gift med Ragnar Fredriksson som hon fick två barn med: Hans Ragnar Fredriksson (född 1963) och Ann Lise-Lotte Fredriksson Casper (1967–1998, död i bilolycka). Hon gifte om sig den 6 oktober 1978 med Abba-medlemmen Benny Andersson, från vilken hon skilde sig 1981. Hon gifte sig tredje gången den 26 augusti 1992 med Heinrich Ruzzo Reuss, som avled 1999. Hon har därigenom ibland titulerats som prinsessa av Reuss och grevinna av Plauen.
2010 bodde hon i schweiziska Zermatt samt i Skåne. 2016 var hon växelvis bosatt på Mallorca och i Schweiz.

## Diskografi

### MedAbba
- Diskografi för Abba

### Svenska album
- 1971 – Frida
- 1975 – Frida ensam
- 1996 – Djupa andetag

### Engelska album
- 1982 – Something's Going On
- 1984 – Shine

### Samlingsalbum
- 1972 – Anni-Frid Lyngstad
- 1991 – På egen hand
- 1993 – Tre kvart från nu
- 1997 – Frida 1967-1972 (2x cd)
- 1998 – Frida - The Mixes (Komplettering av cd-singeln och remixer)
- 2005 – Frida - 4xCD 1xDVD

### Singlar
- En ledig dag (1967)
- Din (1967)
- Simsalabim (1968)
- Mycket kär (1968)
- Härlig är vår jord (1969)
- Så synd du måste gå (1969)
- Peter Pan (1969)
- Där du går lämnar kärleken spår (1970)
- En liten sång om kärlek (1971)
- En kväll om sommarn (1971) – tillsammans med Lars Berghagen
- Min egen stad (1971)
- Vi är alla barn i början (1972)
- Man vill ju leva lite dessemellan (1972)
- Fernando (1975, endast i Norge)
- I Know There's Something Going On (1982)
- To Turn the Stone (1983)
- Here We'll Stay (1983)
- Belle (1983) – tillsammans med Daniel Balavoine (på franska)
- Time (1983) – tillsammans med B.A. Robertson
- Shine (1984)
- Come to Me (I Am Woman) (1984)
- Så länge vi har varann (1987) – tillsammans med Ratata
- Änglamark (1992) (Artister för Miljö)
- Även en blomma (1996)
- Ögonen (1996)
- Alla mina bästa år (1997) – tillsammans med Marie Fredriksson

### Övriga sånger
- Med varann (1975) – tillsammans med Björn Skifs
- La Barcarolle (2002) – tillsammans med Filippa Giordano
- Lieber Gott/I Have a Dream (2003) cd-singel – tillsammans med Dan Daniell[12]
- The Sun Will Shine Again (2004) – tillsammans med Jon Lord
- In the Bleak Midwinter (2004) – tillsammans med Jon Lord
- Morning Has Broken (2010) – tillsammans med Jojje Wadenius
- 1865 (2015) – tillsammans med Dan Daniell (för välgörenhet, intäkterna går till organisationen Kinder Im Not)
- Andante Andante (2018) - tillsammans med  Arturo Sandoval

## Filmografi
- 1977 – Abba – the Movie
- 1978 – Gå på vattnet om du kan
- 1980 – Abba in Concert
- 1984 – Jokerfejs
- 1993 – Fern Gully - Den sista regnskogen (röst)
- 2004 – Abba - The Last Video Ever

## Utmärkelser

### Svenska utmärkelser
- Kommendör av 1. klass av Vasaorden (KVO1kl), 21 mars 2024.[13]